# Euler (kráter)

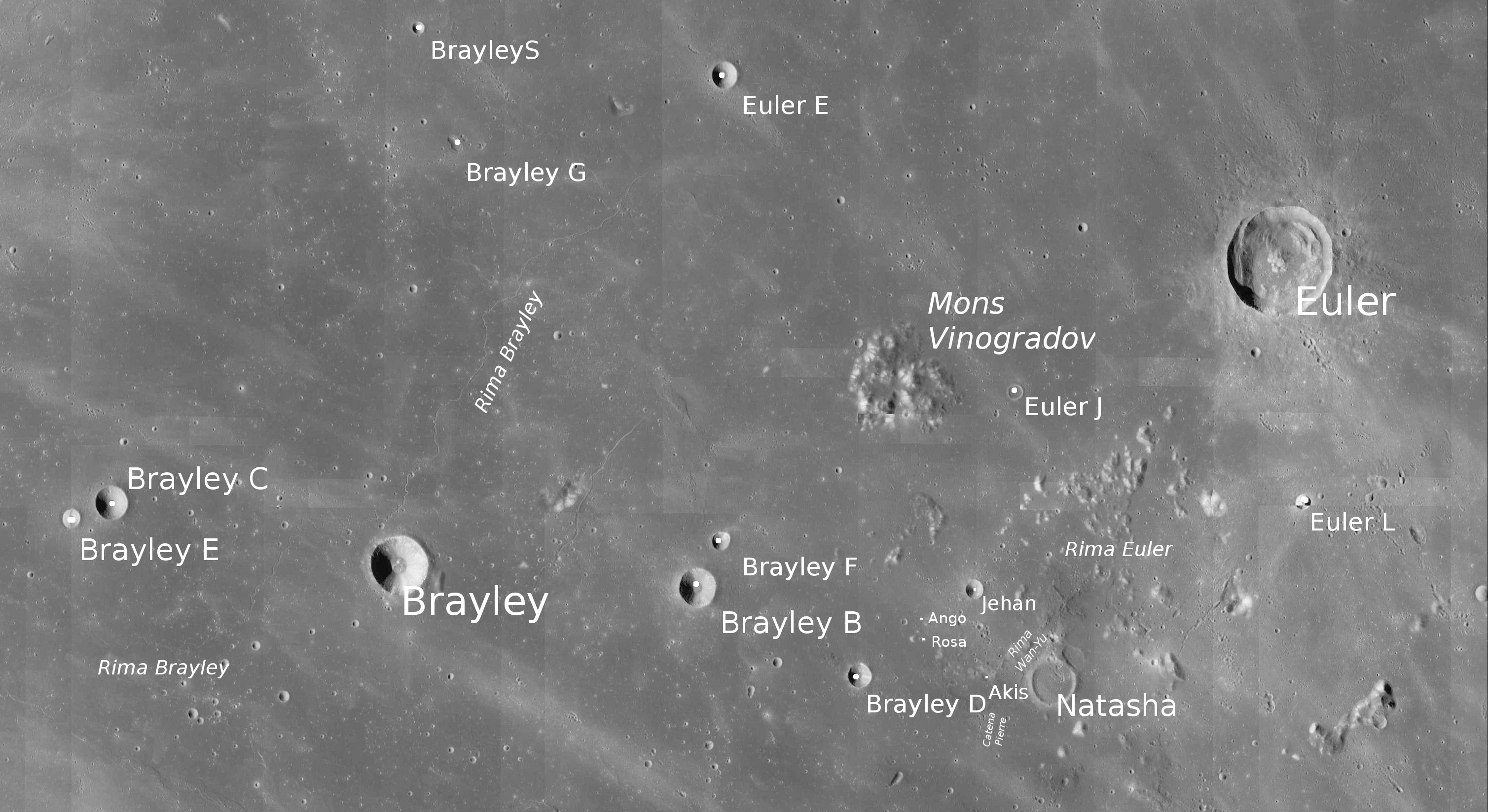
Kráter Euler a okolí.

Euler je impaktní kráter typu kruhového pohoří nacházející se v jihozápadní části měsíčního moře Mare Imbrium (Moře dešťů) na přivrácené straně Měsíce. Má průměr 28 km, terasovité okrajové valy a na dně centrální formaci vyvýšenin.
Západo-jihozápadně lze nalézt horu Mons Vinogradov, o dost dále východo-severovýchodně srovnatelně velký kráter Lambert. Jihozápadně se táhne brázda Rima Euler.

## Název
Pojmenován je podle švýcarského matematika Leonharda Eulera.

## Satelitní krátery
V okolí kráteru se nachází několik dalších kráterů. Ty byly označeny podle zavedených zvyklostí jménem hlavního kráteru a velkým písmenem abecedy.
| Euler | Sel. šířka | Sel. délka | Průměr |
| ----- | ---------- | ---------- | ------ |
| E     | 24.7° S    | 34.0° Z    | 6 km   |
| F     | 21.2° S    | 27.9° Z    | 6 km   |
| G     | 20.7° S    | 27.4° Z    | 4 km   |
| H     | 25.3° S    | 28.6° Z    | 4 km   |
| J     | 22.3° S    | 31.5° Z    | 4 km   |
| L     | 21.4° S    | 28.9° Z    | 4 km   |

Přejmenované krátery:
- Euler K na Jehan
- Euler P na Natasha